# Voxeljet AG
Voxeljet AG는 독일 아우크스부르크(Augsburg) 근처의 프리드베르그(Friedberg)에 위치한 3D프린팅 시스템 제조회사다. 이 회사는 2013년 IPO이후로 뉴욕증권거래소에도 등재되었다. Voxeljet AG는 프린팅 시스템의 발전을 위한 다양한 연구를 진행하고 있고, 국내, 해외를 대상으로 철제 주조 모델이나 거푸집 등의 주문제작 서비스도 운영하고 있다. 이러한 생산품들은 3D CAD데이터를 기반으로 한 생산방법(3D printing으로도 일컬어지는)으로 만들어진다.

## 역사

### 출발
Voxeljet AG의 시작은 자외선 점착제 투약에 처음으로 성공한 1995년으로 거슬러 올라간다. 첫 3D프린팅의 시도는"Generation of 3D structures"의 일환으로 Technical University Munich의 Precision Engineering 부서에서 이루어졌다. 1996년, Dr. Ingo Ederer는 첫Munich business plan competition에 참가했고, 1998년에 낸 그의 첫 특허를 인정받았다. 최초의 모래 거푸집 역시 같은 해에 만들어졌다.

### 회사의 형성
오늘날의 Voxeljet AG의 조상격인Generis GmbH는Ingo Ederer, Rainer Höchsmann, 그리고Munichäs Technical University의 엔지니어Joachim Heinyl에 의해 1999년 5월 5일, 거푸집과 플라스틱 부품의 생산을 위한 새로운 생산과정의 개발을 목적으로 설립되었다. Voxeljet은Technical University Munich에서 네 명의 고용자들과 함께 작업을 시작했는데 얼마 지나지 않아 재단장했으며, 아우구스부르크의 건물로 이주했다. 아우구스부르크에 서비스 센터를 열기 전인 2002년에는 BMW와 Daimler AG상대로 샌드 기반 프린터를 배달하는 작업을 처음으로 완료하였다. 같은 해에, 주주로서Bayern Kapital GmbH, Startkapital Fonds Augsburg, 그리고Frany Industriebeteiligungen AG가 합류하였다.

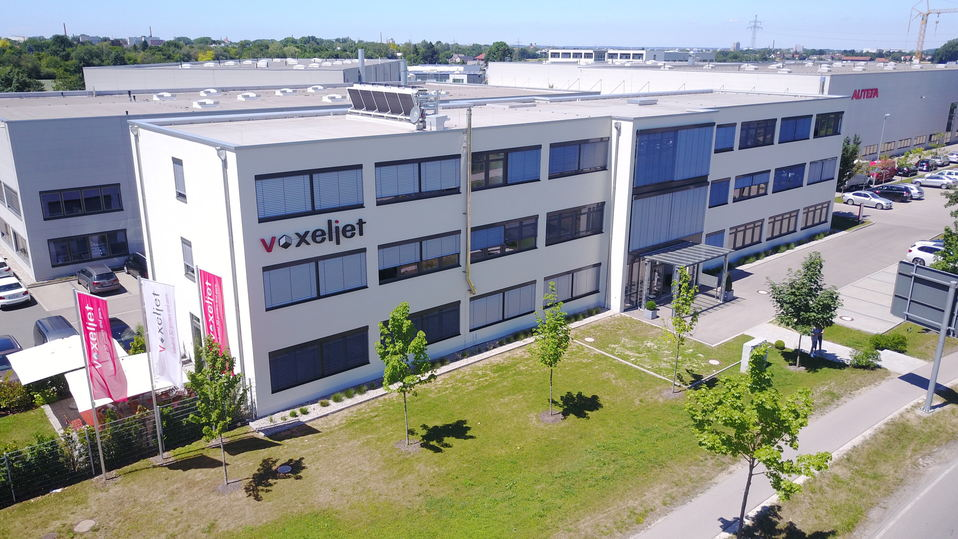

### 설립 단계
첫 VX800 시스템은 2005년, Alphaform AG 에 팔렸다. 이어서 2년 뒤인 2007년에는 첫 VX500을 University of Rostock에 팔았다. 2008년에는 Voxeljet Technology GmbH가 Bavarian Innovation Prize의 일환으로 Bavarian 대표인 Günther Beckstein에게 손수 상을 받았으며, 1년 뒤 10주년을 기념했다. 2010년 봄, 프리드베르크로 새로운 관리동과 생산 건물을 옮겼다. 같은 해에, Voxeljet은 독일 상위 100 혁신가에 들었으며, "TOP 100" 증명 인장을 받았다.

### 성장 단계
2011년, Voxeljet은 일련의 기술 혁신을 일으켰다. 2011년 4월, Voxeljet은VX4000 3D 프린팅 기술로 생산기술의 새로운 차원을 열었는데, 이 시스템을 통해 사물을 기존보다 최대 세배 빠르면서도 해상도는 유지하며 4*2*1미터의 사이즈로 생산할 수 있게 되었다.
주조 기술에 대한 국제무역박람회인 "GIFA"에서 Voxeljet은 세계 최초의 지속형 프린터인 VXC800을 소개했다. 이 지속형3D 프린팅 기술의 개발은 더 이상 거푸집이나 모델을 제작함에 있어서 연장, 공구가 필요하지 않음을 의미했다. 이러한 기계 기반 생산은 "쌓기(Building)"와 "풀기(Unpacking)"의 과정을 병행하면서 진행되었는데, 이 과정에서 다른 시스템적 작업의 간섭은 들어오지 않는다. 같은 해에, Frankfurt am Main에서 공구 세공과 거푸집 제작, 디자인과 생산 발달에 대한 무역박람회 EuroMold가 열렸는데, 그곳에서 Voxeljet은 3D 프린터 VX1000의 세계적 개봉을 기념하였다. 고성능과 큰 작업 공간을 융합함으로써 3D 프린팅 시스템은 산업의 나날이 높아지는 요구의 수준을 맞출 수 있게 되었다. 이러한 시스템 혁신에 더하여, Voxeljet은 2011년에 새롭게 개발된 기재 시스템인Polypor type C를 공개하였는데 이는 소비자들의 순백 플라스틱 모델 수요를 충족시킬 수 있게 되는 바탕이 되었으며, 모델의 안정성과 표면 특성에 대한 더 높은 요구치 역시 충족하였다. 1년 뒤인 2012년, 첫 VX1000 3D 프린팅 시스템이 영국 회사인Propshop Ltd에 팔렸는데, 이것은 영국에서 사용된 5번째 Voxeljet 시스템이었다.
영화 산업은 Voxeljet의 새로운 시장이 되었다. 2012년에, Voxeljet은 자사의 가장 작은 시스템인 VX200을 시장에 공개했다. 이 프린팅 시스템은 다른 더 큰 시스템과 생산 방법을 공유하지만, 더 작고, 사용이 용이하다는 특징을 가지고 있다.

### IPO
2013년에 Voxeljet은 뉴욕증권거래소에서 IPO를 진행했다. 끝에는, Voxeljet Technology GmbH가 현재 Voxeljet AG로 활동하고 있는 주식회사로 전환되었다. 2013년 10월 17일, Voxeljet AG는 뉴욕증권거래소에 13달러의 발행가격으로 650만 ADS를 두었는데, 다섯 ADS가 한 주에 상당했다. IPO를 통해 Voxeljet AG는 발행은행에 부여된 가격 할인을 공제한 뒤 6450만 달러를 얻을 수 있었다. IPO로부터 6달 뒤, 발행은행에 주어진 할인 금액의 공제 후에 Voxeljet AG는 또 다시 4110만 달러의 자본을 늘렸다. 이 과정에서, Voxeljet AG는 뉴욕증권거래소에 또 다른 300만 ADS를 단위당 15달러에 발행했다.

### 세계화
글로벌 네트워크 영업 파트너를 늘리기 위해서Voxeljet AG는 2014년에 국제 지부를 두기 시작했다. 2014년 10월 1일, Voxeljet AG는 영국회사Propshop Ltd를 인수했고, 이는 독일 밖의 첫 지부가 되었다. 인수와 함께 Propshop은 Voxeljet AG의 완전한 종속 회사가 되었다. 영화와 엔터테인먼트 산업에 특화되어있던 Propshop은 2012년에 VX1000을 구매하면서 이미 프린팅 시스템을 사용한 적이 있었다. 같은 해에, Voxeljet AG는 미국에 새로운 회사를 설립했다. 2015년 1월, Voxeljet AG는 2016년 말까지 프리드베르크의 본부와 비슷한 수준의 프린팅 시스템을 갖추게 하는 것을 목적으로 Canton에 거푸집과 모델의 주문 제작을 목적으로 하는 서비스 센터를 운영하기 시작했다. 2015년 12월, Voxeljet AG는 중국의 Suzhou Meimai Fast Manufacturing Technology와의 합동 사업을 알렸다. 이 합동 사업은 Voxeljet China Ltd라고 불렸으며, 상하이 근처의 Suzhou에 본부를 두었다. 동시에 Voxeljet AG는 뭄바이 근처의 자동화, 공업지대인Pune에 Voxeljet India Pvt. Ltd를 설립했다.

## 기술과 과정

### 과정
기술은 1993년 Massachusetts Institute of Technology에서 처음으로 개발되었고, 일반적으로 "Powder bed and inkjethead 3D printing"으로 알려져 있었다. 첨가물 제조과정이 늘 그렇듯이, 인쇄되는 부분은 3D모델의 무수한 얇은 교차 부분부터 쌓여져 올라간다. 잉크젯 프린트 헤드가 분말 지반을 가로지르며 움직이고, 동시에 액체 응고 물질을 바르면서 누른다. 그 후, 얇은 분말층이 전체 구역에 펼쳐지고, 이와 같은 과정이 몇 번 반복된다.

### 적용 분야
Voxeljet 과정은 프로토타입이나 개별 파트, 정밀 주조, 그리고 모래 거푸집 주조와 같은 작은 부품의 금속 거푸집 모델이나 거푸집의 제작에 최적화되어 있다. 추가로, 이러한 방법은 항공, 항공우주 산업, 자동화 산업, 연구와 약학, 영화와 엔터테인먼트 산업에서 뿐만 아니라 디자인 샘플, 예술 및 건축 부품에도 사용된다.

### 기재
Voxeljet은 서로 다른 수지에 의해 결합된 PMMA 입자를 기반으로 한 두 플라스틱 기재를 제공한다. 유럽 Voxeljet 고객 서비스 및 시스템 센터에서 이용 가능한 Polypor B binder는 세세한 디테일, 높은 예리도, 해상도 그리고 높은 성형체의 강도가 요구되는 상황에서 사용된다. Polypor C binder는 정밀 주조와 건축 모델 제작의 간단한 연료 소진 과정에서 사용되기 적합하다.
샌드 타입은 기하학적, 적용 목적에 따라서 개별적으로 선택된다. Voxeljet은 크기 입자화 방법에 따라서 샌드 역시 다른 것을 사용하는데 사용되는 알갱이의 사이즈에 따라서 주조 결과물의 표면 상태가 달라진다. 가장 흔히 사용되는 샌드는 석영으로 만들어진 것이고, 0.14mm, 0.19mm, 0.25mm의 크기 입자화에 사용될 수 있다. 제공되는 케팔라이트 샌드는 내열 기능이 있으며, 철 주조를 위한 기하학적, 내부 코어에 사용되는데 적합하다.

## 3D 프린팅 시스템
| 이미지          | 모델   | 기재 분류     | 인쇄 공간 면적           | 사양/특징 |
| Voxeljet VX200  | VX200  | 샌드/PMMA     | 300mm x 200mm x 150mm    | -대학, 연구실 용 -디자인 피스와 프로토타입에 대한 전문적인 적용 -추가 장비 불필요 -인쇄 속도: 12mm/h(=0.7l/h) -압력 프린트 헤드 시스템(프린트 해상도 300 dpi) -Voxeljet의 모든 입자 물질 사용 가능                                                                       |
| Voxeljet VX500  | VX500  | 샌드/PMMA/PDB | 500mm x 400mm x 300mm    | -산업 3D 프린트에 간단한 적용 -사용되지 않은 입자재는 재사용 가능 -레이어 두께80㎛, 해상도 600 dpi -울퉁불퉁한 디자인과 고품질의 부품으로 효과적, 지속적인 작업 -프로토타입과 소형 제품의 신속하고 경제적인 제작을 위한 훌륭한 선택 -Voxeljet의 모든 입자 물질 사용 가능 |
| Voxeljet-VXC800 | VXC800 | 샌드          | 850mm x 500mm x ∞        | -지속적으로 작동하는 3D 프린터 -공정에 대한 방해 없이 인쇄와 해체 작업의 동시 진행 -수평적으로 기울여진 평면에서 이루어지는 프린팅 과정 -수평 벨트 컨베이어 -레이어 두께 300㎛ -600 dpi 해상도를 가진 고화질 Voxeljet 프린터 헤드                                        |
| Voxeljet VX1000 | VX1000 | 샌드/PMMA/PDB | 1060mm x 600mm x 500mm   | -고성능 장비 -600 dpi 해상도의 고성능 프린트 헤드 -비유기적 점착제와 함께 사용할 수 있는 친환경적 과정 -복잡한 기하학적 거푸집을 프린트 할 수 있으며, 저가 공급 중 -울퉁불퉁한 디자인과 고품질의 부품으로 효과적, 지속적인 작업 -Voxeljet의 모든 입자 물질 사용 가능     |
| Voxeljet VX2000 | VX2000 | 샌드/PDB      | 2000mm x 1000mm x 1000mm | -크고 작은 부품들의 신속하고 경제적인 제작 -오픈소스 자재 옵션 -통합된 자재 관리 시스템 -24/7 사용을 위한 산업용 3D 프린터 -울퉁불퉁한 디자인과 고품질의 부품으로 효과적, 지속적인 작업                                                                                  |
| Voxeljet VX4000 | VX4000 | 샌드          | 4000mm x 2000mm x 1000mm | -전세계의 가장 큰 3D 프린터 중 하나 -다중 인쇄 플랫폼을 통한 지속적인 작업 -인쇄 공간의 독자적인 적용을 위한 다양한 사용 -크고 작은 부품들의 신속하고 경제적인 제작 |

## 같이 보기
3D 프린터 제조사 리스트

## 참고 문헌
1. "Unternehmen: Vorstand". voxeljet AG. Retrieved 2015-03-16.
2. "voxeljet AG Reports Financial Results for the Fourth Quarter and Full Year Ended 2016". www.voxeljet.com. Retrieved 2016-04-18.
3. "voxeljet AG Reports Financial Results for the Fourth Quarter and Full Year Ended 2016". www.voxeljet.com. Retrieved 2016-04-18.
4. "Unternehmen: Firmenhistorie". voxeljet AG. Retrieved 2015-03-19.
5. "Emeriti A-Z: Prof. Dr.-Ing. Dr.-Ing E.h. Joachim Heinzl". Technische Universität München. Retrieved 2015-03-19.
6. "Erfolgsbroschüre Bayernkapital" (PDF). Bayern Kapital GmbH. Archived from the original (PDF; 1,1 MB) on 16 May 2012. Retrieved 19 March 2015.
7. "Wirtschaftsstaatssekretär Pschierer gratuliert zum Börsengang". JONGO Webagentur. Retrieved 2015-03-13.
8. "Portfolio: voxeljet AG 보관됨 2019-01-24 - 웨이백 머신". Franz Industriebeteiligungen AG. Retrieved 2015-03-23.
9. "Ausstattung: Additive Fertigungsverfahren: Voxeljet VX500 보관됨 2019-01-24 - 웨이백 머신". Universität Rostock. Retrieved 2015-03-23.
10. "Auszeichnung für voxeljet beim Bayerischen Innovationspreis 2008". UNITED NEWS NETWORK GmbH. Retrieved 2015-03-23.
11. "Gütesiegel 'Top 100': Sechs Unternehmen aus der Kunststoffbranche ausgezeichnet". New Media Publisher GmbH. Retrieved 2015-03-25.
12. "3D-Druck: Großformatiges 3D-Drucksystem generiert Objekte wirtschaftlich". Vogel Business Media GmbH & Co. KG. Retrieved 2015-03-25.
13. "VX 4000 by voxeljet". makerwise.com. Retrieved 2015-11-27.
14. "3D-Druck: Kontinuierlich arbeitender 3D-Drucker für die Kleinserienproduktion". Vogel Business Media GmbH & Co. KG. Retrieved 2015-03-25.
15. "voxeljet VX1000 3D Printer: Industrial Scale Sand Casting & Prototyping 보관됨 2019-01-24 - 웨이백 머신". ENGINEERING.com. Retrieved 2015-03-25.
16. "voxeljet AG: EuroMold premiere: 3D printing with Phenolic-Direct-Binding". FinanzNachrichten.de. Retrieved 2015-11-27.
17. "Ford Motor setzt auf Polypor C: In strahlendem Weiß". Konradin-Verlag Robert Kohlhammer GmbH. Retrieved 2015-03-25.
18. "News: Filmindustrie setzt auf 3D-Druck". voxeljet AG. Retrieved 2015-03-25.19. "voxeljet VX200 review". aniwaa.com. Retrieved 2015-11-27.
19. "voxeljet VX200 review". aniwaa.com. Retrieved 2018-11-27.
20. "voxeljet liefert 100sten 3D Printer aus". Wallstreet-online.de. Retrieved 2015-11-27.
21. "All About 3D Printing IPO VoxelJet". nanalyze.com. Retrieved 2015-11-27.
22. "Voxeljet: Was der Hersteller von 3D-Druckern drauf hat". wallstreet:online AG. Retrieved 2015-03-26.
23. "Update: voxeljet AG gibt Ausgabepreis für Börsengang bekannt". Dannes Solutions GmbH. Retrieved 2015-03- 
24. "Voxeljet: 3D-Drucker-Hersteller mit neuen Aktien". Boersengefluester.de. Retrieved 2015-03-26.
25. "Furioses Börsendebüt: Voxeljet stürmt an die Börse". BÖRSENMEDIEN AG. Retrieved 2015-04-08.
26. "3D-Druck: voxeljet AG übernimmt Propshop". vmm wirtschaftsverlag gmbh & co. kg. Retrieved 2015-04-08.
27. "Voxeljet eröffnet Standort in den USA 보관됨 2019-01-24 - 웨이백 머신". Vogel Business Media GmbH & Co. KG. Retrieved 2015-04-08.
28. "voxeljet expands to india". finanznachrichten.de. Retrieved 2015-12-17.
29. "voxeljet AG announces joint venture in china". finanznachrichten.de. Retrieved 2015-12-01.
30. "VX200: 3D-Druck im Kleinformat". voxeljet AG. Retrieved 2015-04-08.
31. "VX500: der kompakte 3D-Drucker". voxeljet AG. Retrieved 2015-04-08.
32. "VXC800: Der kontinuierlich arbeitende 3D-Drucker". voxeljet AG. Retrieved 2015-04-08.
33. "VX1000: der universelle 3D-Drucker". voxeljet AG. Retrieved 2015-04-08.
34. "VX2000: der industrielle 3D-Drucker". voxeljet AG. Retrieved 2015-04-08.
35. "VX4000: das großformatige 3D-Drucksystem". voxeljet AG. Retrieved 2015-04-08.